# Played-A-Live (The Bongo Song)
«Played-A-Live (The Bongo Song)» es un sencillo del dúo danés de música electrónica Safri Duo. Se lanzó el 29 de noviembre de 2000 y fue incluido en el álbum de estudio Episode II como el primer sencillo del mismo.
La canción producida por Michael Parsberg, que tiene una mezcla de tambores tribales con giros de música electrónica, vendió 1,5 millones de copias en todo el mundo y se convirtió en el cuarto sencillo más vendido de toda Europa.

## Lista de canciones
| Sencillo CD Europeo |                                                          |          |  |
| N.º                 | Título                                                   | Duración |  |
| 1.                  | «Played-A-Live (The Bongo Song)» (Radio Edit)            | 3:18     |  |
| 2.                  | «Played-A-Live (The Bongo Song)» (Original Club Version) | 8:36     |  |
| 3.                  | «Played-A-Live (The Bongo Song)» (DJ Tandu Mix)          | 7:41     |  |
| 4.                  | «Played-A-Live (The Bongo Song)» (Spanish Fly Remix)     | 9:33     |  |
| 5.                  | «Played-A-Live (The Bongo Song)» (Nick Sentience Mix)    | 7:40     |  |
| 6.                  | «Played-A-Live (The Bongo Song)» (Serious Mix)           | 7:57     |  |

| Sencillo CD US |                                                          |          |  |
| N.º            | Título                                                   | Duración |  |
| 1.             | «Played-A-Live (The Bongo Song)» (Radio Edit)            | 3:18     |  |
| 2.             | «Played-A-Live (The Bongo Song)» (Original Club Version) | 8:36     |  |
| 3.             | «Played-A-Live (The Bongo Song)» (Airscape Mix)          | 6:53     |  |

| Vinilo promo US |                                                          |          |  |
| N.º             | Título                                                   | Duración |  |
| 1.              | «Played-A-Live (The Bongo Song)» (Darude vs. JS16 Remix) | 7:28     |  |
| 2.              | «Played-A-Live (The Bongo Song)» (Airscape Mix)          | 6:53     |  |
| 3.              | «Played-A-Live (The Bongo Song)» (Original Club Version) | 8:34     |  |

## Posicionamiento en listas y certificaciones
| Lista (2001)                           | Mejor posición |
| -------------------------------------- | -------------- |
| Alemania (Offizielle Deutsche Charts)  | 2              |
| Australia (ARIA)                       | 86             |
| Austria (Ö3 Austria Top 40)            | 7              |
| Bélgica (Flandes) (Ultratop 50)        | 2              |
| Bélgica (Valonia) (Ultratop 50)        | 2              |
| Canadá (Nielsen SoundScan)             | 4              |
| Dinamarca (Tracklisten)                | 1              |
| Escocia (Scottish Singles Sales Chart) | 5              |
| España (Top 100 Canciones)             | 3              |
| Estados Unidos (Hot Dance Club Songs)  | 7              |
| Europa (Eurochart Hot 100 Singles)     | 4              |
| Finlandia (OFC)                        | 5              |
| Francia (SNEP)                         | 80             |
| Irlanda (IRMA)                         | 8              |
| Italia (FIMI)                          | 35             |
| Noruega (VG-lista)                     | 4              |
| Países Bajos (Dutch Top 40)            | 2              |
| Reino Unido (UK Singles Chart)         | 6              |
| Reino Unido (UK Dance Chart)           | 2              |
| Rumania (Romanian Top 100)             | 13             |
| Suecia (Sverigetopplistan)             | 8              |
| Suiza (Schweizer Hitparade)            | 1              |

| Lista (2001)                   | Posición |
| ------------------------------ | -------- |
| Países Bajos (Dutch Top 40)    | 1        |
| Reino Unido (UK Singles Chart) | 108      |

| Lista (2000–2009)             | Posición |
| ----------------------------- | -------- |
| Alemania (Media Control AG)   | 46       |
| Países Bajos (Single Top 100) | 53       |

| País                       | Certificación |
| -------------------------- | ------------- |
| Alemania (BVMI)            | Platino       |
| Bélgica (BEA)              | Platino       |
| Dinamarca (IFPI Dinamarca) | 6x Platino    |
| Noruega (IFPI Noruega)     | Oro           |
| Países Bajos (NVPI)        | Platino       |
| Reino Unido (BPI)          | Plata         |
| Suecia (GLF)               | Oro           |
| Suiza (IFPI Suiza)         | Platino       |